# 戴氏緋鯉
戴氏緋鯉為輻鰭魚綱鱸形目鱸亞目鬚鯛科的其中一種，分布紅海海域，棲息深度150-500公尺，體長可達24公分，為深海底棲性魚類，屬肉食性。